# Loveridgelaps elapoides
Loveridgelaps elapoides (соломонський чорносмугий крайт) — вид отруйних змій родини аспідових (Elapidae). Ендемік Соломонових Островів. Це єдиний представник монотипового роду Loveridgelaps.

## Поширення і екологія
Соломонські чорносмугі крайти мешкають на островах Шортленд, Шуазель, Роб-Рой, Велья-Лавелья, Гізо, Санта-Ісабель, Гуадалканал, Нггела і Малаїта в архіпелазі Соломонових островів. Вони живуть у первинних тропічних лісах, серед опалого листя і гнилої деревини, на висоті до 800 м над рівнем моря. Ведуть присмерковий або нічний спосіб життя. Живляться виключно зміями, відкладають яйця.

## Збереження
МСОП класифікує цей вид як вразливий. Loveridgelaps elapoides загрожує знищення природного середовища.